# Rue du Sauvage

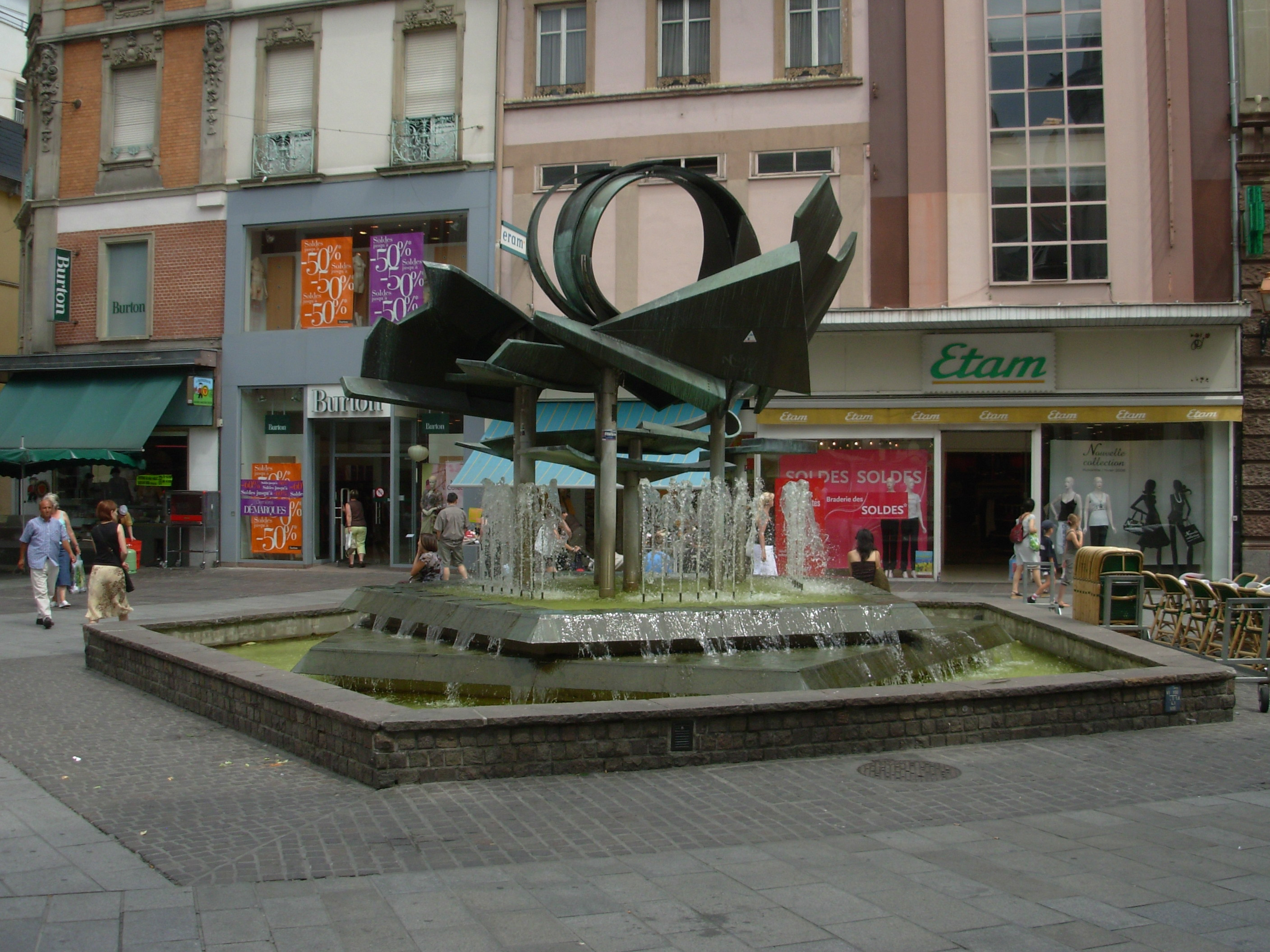
La fontaine de la Place des Victoires, au milieu de la rue du Sauvage.

La rue du Sauvage (en alémanique alsacien Wildemannsgass [ˈvɪld̥əˌmɑnsɡ̊ɑs], en allemand standard Wildemannstraße [ˈvɪldəˌmanʃtʁaːsə]) est l'artère principale commerçante de la ville de Mulhouse où se trouve la maison natale d'Alfred Dreyfus.

## Situation et accès
C'est une rue qui traverse le centre de Mulhouse de Nord en Sud-Est, de l'intersection de l'Avenue du Président Kennedy avec le Boulevard de l'Europe (Porte Jeune) à la place de la République . Elle est piétonne entre la place des Victoires et la Porte Jeune.

## Origine du nom
Le nom de « rue du Sauvage » provient de l’ancienne hôtellerie de l'Homme Sauvage, Zum wilden Mann, exploitée de 1625 à 1870.
La rue porte une plaque bilingue  « Rue Sauvage/Wildemannsgass » depuis 1991.

## Historique

### Sections et noms
La rue est une des artères principales de Mulhouse et la seule qui reliait deux portes de l'ancienne fortification : au Nord la Porte Jeune, sur le Traenkbach, au sud la porte de Bâle au bord du canal de la Sinne. 
L'ancienne porte de Bâle est aujourd'hui matérialisée au sol par un dallage de part et d'autre de la rue du Sauvage, au niveau du croisement avec la rue des Cordiers.
La porte Jeune se situait au-delà de la rue des Tondeurs, sur la partie nord des fortifications, franchissant le Traenkbach. La voie d'eau a été comblée par la suite pour laisser la place à une route. Le nom de Porte Jeune désigne aujourd'hui un centre commercial et une station de tram établis dans cette zone.
Reliées par la rue du Sauvage, la Porte Jeune et la Porte de Bâle sont les plus anciennes portes d’entrée et de sortie de la ville de Mulhouse. Au Moyen-Âge, la voie était empruntée par les convois commerciaux qui se rendaient du Nord de l'Europe et des Vosges aux régions prospères de l’Italie.
Avant le xve siècle, elle s’appelait « rue de l’Hôpital ou Spitalgasse » du nom de l’hospice qui se trouvait à l’angle de la rue des Maréchaux. 
À la fin du xviiie siècle, la rue s'appelle « Wilden Mann Gasse » et s'étend de la Jungen Thor (Porte Jeune) à la Garnisonplatz. Le nom de « Wilder Mann », « Homme sauvage », une figure mythologique populaire du Rhin supérieur, se réfère à l’ancienne hôtellerie du Sauvage Zum wilden Mann, exploitée de 1625 à 1870 dans cette rue. 
Le nom de « Rue du Sauvage » apparaît en français au xixe siècle. Il désigne alors uniquement la partie de la rue qui relie la Porte Jeune à la place des Victoires. La section qui relie celle-ci à la place de la Bourse en traversant le quai de la Sinne est désignée « Porte de Bâle ».
La nomination en deux rues distinctes est reprise lors de l'annexion allemande après 1871 : « Wildermanns Strasse » au nord de la place désormais appelée Gänse Platz, et « Baseler Thor Strasse » au sud, cette dernière étant considérée comme la rue principale de l'ancienne ville à laquelle on accède depuis la gare via le nouveau quartier de la ville. Au début du xxe siècle, la « Baseler Thor Strasse » disparaît des cartes et seule la Wildermanns Strasse relie l'ancienne porte jeune dont le cours d'eau est comblé au nouveau quartier sud vers la gare.

### Maison natale d'Alfred Dreyfus
Alfred Dreyfus est né le 10 octobre 1859 au numéro 1 de la rue du Sauvage, dans la maison familiale où il passe une partie de son enfance. 
Au début des années 1990, Édouard Boeglin, l'adjoint au maire de Mulhouse Jean-Marie Bockel, fait apposer une plaque commémorative en cuivre sur la maison natale d'Alfred Dreyfus. Une nouvelle plaque est apposée le 12 juillet 2006, à l'occasion du centenaire de la réhabilitation du capitaine Dreyfus le 12 juillet 1906.

### Renommage sous le nazisme
Une rumeur selon laquelle les nazis auraient débaptisé la rue du Sauvage pour l’appeler « Adolf-Hitler-Strasse » avant de réaliser l'ironie moquée par tous les Mulhousiens est considéré comme une légende urbaine.
Lors de l’annexion de l'Alsace par l'Allemagne nazie pendant la Seconde Guerre mondiale, la nazification des cités annexées passe entre autres par le renommage de voies en l'honneur du Führer. 
Mais sur le plan de Mulhouse de 1940 comme sur l’arrêté de dénomination de juillet, la rue du Sauvage est appelée Wildermannstrasse, et seule la place de la Réunion est renommée « Adolf Hitler Platz ». 
Pour son ouvrage paru en 2007,Les rues de Mulhouse, le collectif d’historiens fait des recherches sur l'histoire de la rue du Sauvage. Il sera en mesure d'affirmer que la rue du Sauvage, artère principale de Mulhouse, avait déjà porté le nom de Wildermannstrasse dans des époques antérieures et qu'« elle n’a jamais officiellement été baptisée rue Adolf-Hitler ».

### Piétonnisation
La piétonnisation de la section de la rue située entre la place des Victoires et la Porte Jeune est effectuée en 1984 et la seconde partie en 1985, suscitant des débats,. Les décennies suivantes se traduiront cependant une extension des secteurs piétonnier autour de cette zone dont l'expérience est jugée concluante avec le recul.

### Grand Magasin Globe
La rue du Sauvage est marquée par l'activité pendant plus d'un siècle du grand magasin Globe. Créé en 1910 sous l’enseigne de la société suisse Magazine Zum Globus, il devient Globe en 1922. Entre 1925 et 1934, puis après 1945, le magasin s'agrandit et occupe au 27-31 de la rue plusieurs immeubles sur quatre étages. Lieu phare du commerce mulhousien, l'établissement s'agrandit et innove jusqu'à son apogée dans les années 1980 où il cohabite dans une rue du Sauvage florissante avec les Nouvelles Galeries et le grand magasin Schwab. Pour ses 80 ans, en 1990, l’enseigne fait orner sa façade par une fresque peinte monumentale intitulée Les visiteurs de Mulhouse, une œuvre réalisée par la Cité de la Création. Après un nouvel agrandissement en 2005, il atteint une surface totale de 6 000 m² et emploie près de 200 employés et célèbre ses 100 ans avec faste en 2010 mais en mai 2014 il ferme définitivement ses portes après la liquidation judiciaire.
La fresque peinte de la façade est détruite en 2020 et l’ espace reste clos en attente d'une réhabilitation.

## Bâtiments remarquables et lieux de mémoire
La maison natale d'Alfred Dreyfus était le numéro 1 de la rue du Sauvage. Elle se situe actuellement au N°25 où est apposée une plaque commémorative.